# Stylurus amnicola
Stylurus amnicola е вид водно конче от семейство Gomphidae. Видът не е застрашен от изчезване.

## Разпространение
Разпространен е в Канада (Квебек и Онтарио) и САЩ (Айова, Алабама, Вирджиния, Джорджия, Илинойс, Индиана, Канзас, Кентъки, Кънектикът, Луизиана, Пенсилвания, Уисконсин, Южна Дакота и Южна Каролина).

## Описание
Популацията на вида е стабилна.